# Station Pątnów Wieluński
Station Pątnów Wieluński is een spoorwegstation in de Poolse plaats Pątnów.